# Губернатор Вологодской области
Губерна́тор Волого́дской о́бласти — высшее должностное лицо Вологодской области. Возглавляет высший исполнительный орган государственной власти области — правительство Вологодской области.

## История
С момента образования в 1937 году Вологодской области и до весны 1990 года ведущую роль в её руководстве занимал Вологодский областной комитет ВКП(б)-КПСС. С 1985 по 1990 год первым секретарём Вологодского обкома КПСС был Валентин Купцов. В 1990 году произошло резкое снижение влияния однопартийной системы в связи с отменой 14 марта 1990 года шестой статьи советской конституции, которая определяла «руководящую и направляющую роль» КПСС. Российские регионы фактически начали развиваться по модели «парламентской республики». Как результат, первым лицом в регионе стал председатель регионального совета. Большинство руководителей региональных партийных комитетов стремились избраться на пост председателя регионального совета и совмещать обе должности — Конституция и законодательство это не запрещали. Так произошло и в Вологодской области — в марте 1990 года Валентин Купцов был избран сперва депутатом вологодского облсовета, а затем его председателем, оставшись при этом первым секретарём обкома. Однако уже в апреле 1990 года Купцов был переведён на партийную работу в Москву. Новым председателем облсовета был избран демократически настроенный профессор пединститута Гурий Судаков, опередивший заместителя председателя Геннадия Хрипеля, бывшего первого секретаря райкома КПСС.
20 августа 1991 года во время августовского путча депутаты вологодского горсовета отказались подчиняться ГКЧП и приняли обращение к жителям Вологды, в котором выражалась поддержка «законной власти РСФСР и её решений», а события ночи с 18 на 19 августа оценивались как «преступление против государства и общества». После августа 1991 года Судаков был назначен полномочным представителем президента РФ в Вологодской области и оставил пост председателя облсовета. После него председателем облсовета в ноябре 1991 был избран Геннадий Хрипель.
На начальном этапе постсоветской истории предполагалось, что выборность региональных руководителей будет вводиться во всех регионах. В августе 1991 года президент России Борис Ельцин обещал скорейшее проведение выборов. На переходный период, однако, был создан новый институт — назначаемого президентом главы региональной администрации (под администрацией понимается орган региональной исполнительной власти). 24 октября 1991 главой администрации Вологодской области указом президента был назначен директор совхоза Николай Подгорнов.
23 марта 1996 года президент России Борис Ельцин назначил исполняющим обязанности главы администрации Вячеслава Позгалёва. На состоявшихся 6 октября 1996 года первых выборах главы администрации Вологодской области Позгалёв победил, набрав набрав 80 % голосов. Был переизбран в декабре 1999 и в декабре 2003 года. В 2005 году России прямые выборы глав регионов были заменены процедурой наделения полномочиями. По этой норме в июне 2007 года Позгалёв вновь стал губернатором.
12 декабря 2011 года Позгалёв подал в отставку. Врио губернатора был назначен мэр Череповца Олег Кувшинников.
22 декабря 2011 года «Единая Россия» представила президенту трёх кандидатов на должность губернатора Вологодской области: врио губернатора Олег Кувшинников, первый заместитель губернатора Сергей Тугарин, глава Вологды Евгений Шулепов. 28 декабря 2011 года губернатором стал Олег Кувшинников. На внеочередной сессии Заксобрания 29 депутатов проголосовали за кандидатуру, внесённую президентом Дмитрием Медведевым, ещё 3 депутата воздержались.
15 мая 2014 года президент Владимир Путин принял отставку Олега Кувшинникова, на которую тот пошёл для досрочного переизбрания. Олег Кувшинников был назначен исполняющим обязанности губернатора до выборов в сентябре 2014 года.

## Список губернаторов
| № | Губернатор        | Губернатор | Партийность                        | Основание вступления в должность                                                                                         | Срок полномочий                                                                   | Срок полномочий                                                          | Прекращение полномочий                                     |
| - | ----------------- | --- | ---------------------------------- | --- | --------------------------------------------------------------------------------- | ------------------------------------------------------------------------ | ---------------------------------------------------------- |
| 1 | Николай Подгорнов | | «Наш дом — Россия»                 | назначен президентом РСФСР Борисом Ельциным                                                                              | 24 октября 1991                                                                   | 23 марта 1996                                                            | освобождён от должности указом президента РФ Б. Н. Ельцина |
| 2 | Вячеслав Позгалёв | | «Наш дом — Россия» «Единая Россия» | назначен и.о. главы администрации президентом России Борисом Ельциным                                                    | 23 марта 1996                                                                     | 3 июня 1996                                                              | переназначен                                               |
| 2 | Вячеслав Позгалёв | назначен главой администрации президентом России Борисом Ельциным                                                                                                 | «Наш дом — Россия» «Единая Россия» | 3 июня 1996 |                                                                                   |                                                                          |                                                            |
| 2 | Вячеслав Позгалёв | избран на выборах главы администрации: - 6 октября 1996 — победил в 1 туре, набрав 80,69 % голосов                                                                | «Наш дом — Россия» «Единая Россия» | | 18 декабря 1999                                                                   | досрочная отставка ради переизбрания и совмещения выборов с федеральными |                                                            |
| 2 | Вячеслав Позгалёв | избран на досрочных выборах главы администрации: - 19 декабря 1999 — победил в 1 туре, набрав 78,29 % голосов                                                     | «Наш дом — Россия» «Единая Россия» | | 18 декабря 2003                                                                   | истечение срока полномочий                                               |                                                            |
| 2 | Вячеслав Позгалёв | избран на выборах главы администрации: - 7 декабря 2003 — победил в 1 туре, набрав 82,93 % голосов                                                                | «Наш дом — Россия» «Единая Россия» | 18 декабря 2003 | 21 июня 2007                                                                      | досрочно обратился к президенту за доверием ради переназначения          |                                                            |
| 2 | Вячеслав Позгалёв | наделён полномочиями по представлению президента РФ Владимира Путина - 21 июня 2007 года утверждён Заксобранием области, за него проголосовали 26 депутатов из 27 | «Наш дом — Россия» «Единая Россия» | 21 июня 2007 наделён полномочиями                                                                                        | 14 декабря 2011                                                                   | досрочная отставка                                                       |                                                            |
| 3 | Олег Кувшинников  | | «Единая Россия»                    | назначен врио губернатора президентом РФ Дмитрием Медведевым, затем утверждён в должности депутатами Заксобрания области | 14 декабря 2011 назначен и. о. губернатора, 28 декабря 2011 утверждён в должности | 19 мая 2014                                                              | досрочная отставка ради переизбрания                       |
| 3 | Олег Кувшинников  | назначен президентом РФ Владимиром Путиным врио губернатора | «Единая Россия»                    | 19 мая 2014 | 23 сентября 2014                                                                  | истечение срока полномочий                                               |                                                            |
| 3 | Олег Кувшинников  | избран на выборах губернатора: - 14 сентября 2014 — победил в 1 туре, набрав 62,98 % голосов                                                                      | «Единая Россия»                    | 23 сентября 2014 | 23 сентября 2019                                                                  | истечение срока полномочий                                               |                                                            |
| 3 | Олег Кувшинников  | избран на выборах губернатора: - 8 сентября 2019 — победил в 1 туре, набрав 60,79 % голосов                                                                       | «Единая Россия»                    | 23 сентября 2019 | 31 октября 2023                                                                   | досрочная отставка                                                       |                                                            |
| 4 | Георгий Филимонов | | «Единая Россия»                    | назначен президентом РФ Владимиром Путиным врио губернатора                                                              | 31 октября 2023                                                                   | 26 сентября 2024                                                         | истечение срока полномочий                                 |
| 4 | Георгий Филимонов | избран на выборах губернатора: - 8 сентября 2024 — победил в 1 туре, набрав 62,30 % голосов                                                                       | «Единая Россия»                    | 26 сентября 2024 |                                                                                   |                                                                          |                                                            |